# Diez fusiles esperan
Diez fusiles esperan es una película hispanoitaliana de 1959, dirigida por José Luis Sáenz de Heredia. Ambientada en la primera guerra carlista, que transcurrió entre 1833 y 1840, participó en la novena edición del Festival Internacional de Cine de Berlín, donde Sáenz de Heredia fue nominado al Oso de Oro. El filme está protagonizado por Francisco Rabal, Ettore Manni y Rosita Arenas.
El guion lo escribió Carlos Blanco Hernández, que fue galardonado por él con el premio que concedía el Sindicato Nacional del Espectáculo. La cinta, de alrededor de hora y media de duración, contaba con música compuesta por Tomás Garbizu y Francisco Escudero García de Goizueta. De la fotografía de la cinta, que se rodó a caballo entre Navarra y Guipúzcoa, se encargó Francisco Sempere.

## Elenco
- Francisco Rabal: José Iribarren
- Ettore Manni: Miguel
- Rosa Arenas: Teresa
- Berta Riaza: Maritxu
- Memmo Carotenuto: don Leopoldo Bejarano
- Milly Vitale: Lucía
- Félix de Pomés: coronel García Zapata
- Santiago Rivero
- Xan das Bolas: Cañete
- María Jesús Lara
- Juan Calvo Doménech: capellán
- Jesús Puente: alguacil en el Consejo de Guerra
- José María Lado
- Juan Cazalilla
- Carola Fernán Gómez
- Pilar Clemens
- Carlos Martínez Campos
- Beni Deus